# George Diederich Benthien
George Diederich Benthien (* 29. Oktober 1767 in Wittingen (Hannover); † 1. August 1836 in Herzogenbusch) war als niederländischer Pontonieroffizier einer der wenigen Überlebenden derer, die 1812 die Brücken über die Beresina bauten und so den Resten der Grande Armée den Übergang ermöglichten (29. Bulletin der Grande Armée).

## Herkunft
Sein Vater war der hannoverianische Hauptmann Joachim Friedrich Benthien und dessen Ehefrau Charlotta, geborene Flotho.

## Leben

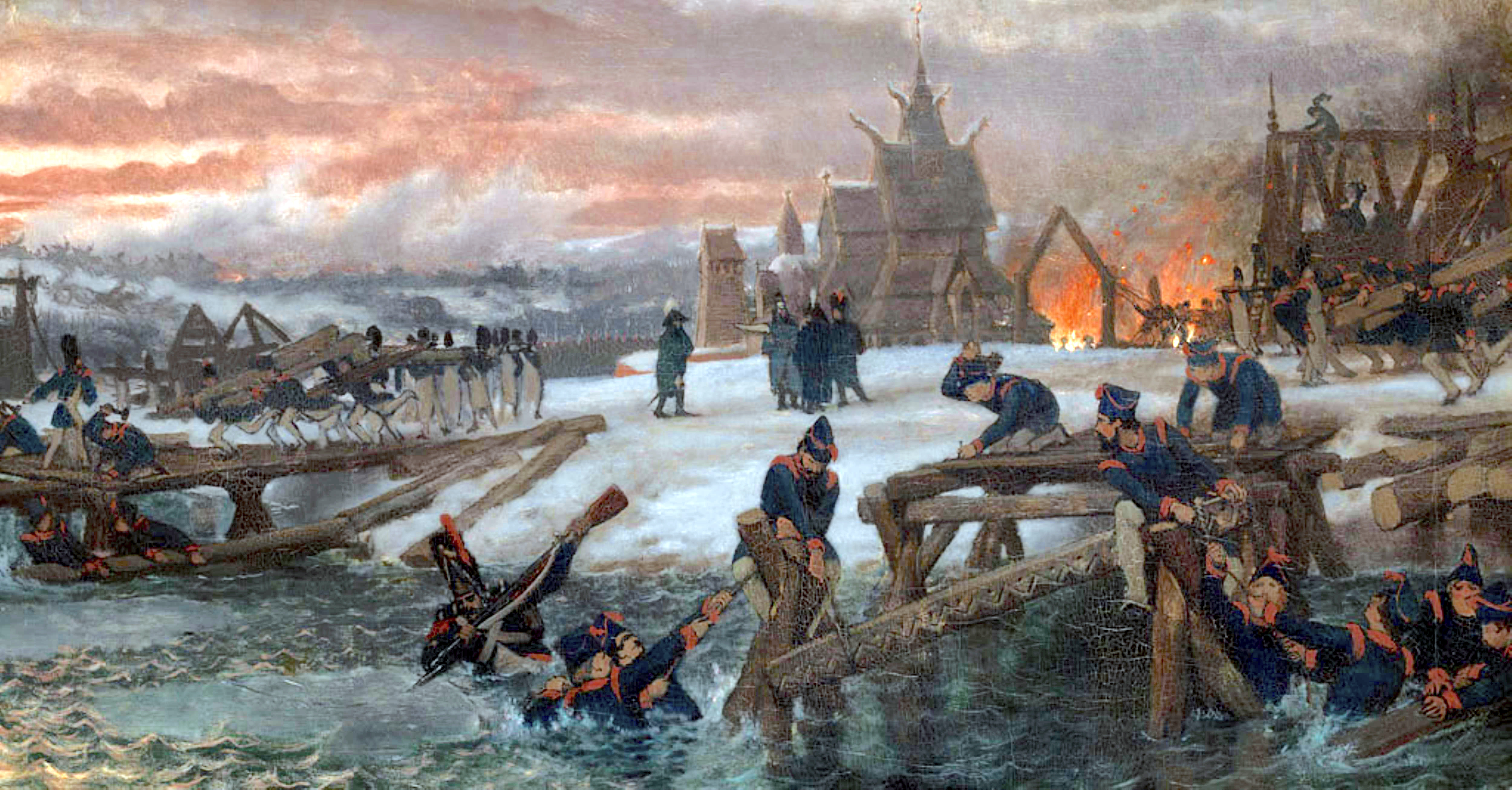
Pononiere bauen die Brücken über die Beresina
Gemälde von Lawrence Alma-Tadema

Benthien trat am 22. Februar 1787 als Kadett in hannoveranische Dienste, wechselte aber schon bald in niederländische Dienste und kam am 29. September 1795 in die 7. Halbbrigade der holländischen Infanterie. Dort wurde er am 13. Dezember 1795 zum Sergeantmajor der Pontoniers ernannt und avancierte im September 1796 zum Sekondeleutnant. Im Jahr 1797 gehörte er einem Detachements Pontoniers an, das als Teil der Division Daendels vor Texel auf Reede lagen, um nach Irland überzusetzen. Doch die Brick Ajax konnte wegen ungünstigem Wind nicht auslaufen. Am Ende kehrten die Truppen in ihre Garnisonen nach Dordrecht zurück. 1799 landeten die englische Truppen in Nordholland, es kam auch zu einer Mobilmachung der Pontoniers, aber nach einem Gefecht am 2. Oktober mit einem französisch-holländischen Heer, zogen sich die Engländer zurück und auch die Pontoniers.
Auch als die Franzosen 1804 übersetzen wollten, war Benthien wieder dabei und erneut fand der Feldzug nicht statt. Am 29. Oktober 1804 wurde er zum Stabshauptmann befördert. Im Vierten Koalitionskrieg war er Teil der Truppen die in Deutschland einmarschierten. Er überschritt bei Wesel den Rhein und befand sich bei der Einnahme der Festungen Hameln (21. November) und Nienburg. Die Pioniere schlugen dann Brücken über die Weser und bauten Batterien an der Mündung der Elbe. In den Jahren 1807 bauten die Pionier auf Befehl des Generals Drouas eine Schiffsbrücke von ca. 300 m Länge über die Elbe und im Juli 1807 bauten die Pioniere eine Brücke bei Demmin über die Peene. Die Männer wurden in Gützkow einquartiert, wo sie bis zum September 1807 blieben. Er wurde am 8. August 1808 Hauptmann in einem französischen Pontonier-Bataillon. Während der englischen Walcheren-Expedition 1809, kämpfte er wieder in Holland. 1810 wurde Holland durch Frankreich annektiert und die holländische Armee in die französische integriert. 1811 wurde die Pioniere von Delft nach Straßburg verlegt, wo sie weiter nach französischem Muster ausgebildet wurden.
Benthien nahm 1812 am Russlandfeldzug teil und wurde Kommandant der 7. Kompanie der I. Bataillons der französischen Pontoniere. Diese waren wiederum ein Teil des II. Armeekorps unter Oudinot. Die Pioniere bauten zahlreiche Brücken über Flüsse wie die Weichsel, z. T. unter dem Feuer des Feindes. Das Korps kam bis Moskau, wo er am 25. September 1812 zum Ritter der Ehrenlegion ernannt wurde. Dann kam es zum Rückzug. Am 18. Oktober 1812 errichteten sie bei Polozk eine Brücke über die Düna sowie Tags darauf noch zwei weitere. Da es an Pferden mangelte wurden auf Befehl des Generals Aubry in der Nacht vom 22. auf den 23. Oktober die Pontons verbrannt.
Als die Truppen die Beresina erreichten, waren die dortigen Brücken verbrannt, der Fluss aber noch nicht zugefroren. Wegen der verfolgenden Russen war eine Reparatur nicht möglich, daher ging man etwas flussaufwärts zum Dorf Studianka. Dort baute die 7. Kompanie unter Benthien, mit der 11. Kompanie unter Busch, die berühmten Brücken über die Beresina aus allem was sich in Studianka finden ließ. Die Pferde war inzwischen zu schwach, um Baumstämme ziehen zu können. Die 7. Kompanie baute die Fußgängerbrücke und die 11. Kompanie die große Brücke für die Artillerie und Fuhrwerke, unterstützt von den wenigen restlichen Pionieren der Großen Armee. Die Brücken wurde unter unglaublichen Strapazen im eiskalten Wasser mit schlechtem Material und unter feindlichem Feuer gebaut. Jeder Mann der ins Wasser ging, erhielt 50 Franc. Es wird geschätzt, dass ca. 400 Pioniere die Brücken bauten. Am 26. November gegen 13 Uhr standen die Brücken. Als am 29. November Benthien den Befehl erhielt, weiter zu marschieren, konnte er insgesamt nur noch 30 bis 40 Pioniere finden. Die meisten starben noch vor Wilna. Anfang Januar 1813 erreichte er die Grenze Ostpreußens und ging über die Weichsel nach Dirschau und von dort aus nach Küstrin an der Oder. Dort erkranke er schwer, konnte sich aber wieder erholen und kam am 19. Februar in Magdeburg an. Von der Kompanie überlebten neben Benthien nur sieben weitere Pontoniere die Strapazen.
Im April wurden alle nach Mainz beordert, dort wurde die Truppe neu aufgestellt und ausgerüstet. Benthien wurde dort zum Kommandanten der neunten Kompanie ernannt. Er wurde nach Dresden beordert, wo er bis zum Waffenstillstand von Pläswitz blieb. Danach baute man eine Brücke bei Pirna und dann bei Meißen.
Die Pioniere wurden über Magdeburg nach Leipzig geschickt, das sie aber nie erreichten. Nach der Niederlage der Franzosen in der Völkerschlacht, wurde der Treck in die Festung Torgau umgeleitet. Benthien diente dort während der Belagerung als Artillerie-Offizier, bis die Festung am 27. Dezember 1813 kapitulierte. Er kam dann als Kriegsgefangener nach Glatz in Schlesien. Nachdem auch Holland sich von Frankreich abwandte, wurde er am 12. Juni 1814 entlassen und wechselte in die neuerrichtete Holländische Armee. Im Jahr 1823 stieg er zum Major auf, am 21. März 1826 wurde er aber wegen Blindheit pensioniert. Er starb am 1. August 1836 in Herzogenbusch.

## Familie
Er heiratete am 8. April 1800 Machtelina Antonia Alberthoma Chevallier (* 22. April 1781), eine Tochter des Robert Alberthoma Chevallier und der Bartha Anna Rensselaar. Das Paar hatte den Sohn Antonie (1804–1864), der Katharina Jacoba Fraser (1804–1880) ehelichte, sowie zwei Töchter.